# Sky Lopez
Sky Lopez (Stillwater, Minnesota, 1975. december 23. –) amerikai pornószínész.

## Élete és pályafutása
Sky Lopez 1999-ben kezdett el szexfilmekben szerepeket vállalni. Idejét szerződéses munkával töltötte, olyan cégeknek dolgozott, mint Shane's World Studios és Vivid.
173 centiméter magas. Sok tetoválása van, mint a félfenekén, bal és jobb oldalon a vállán, mindkét kezén, köldökénél.

## Válogatott filmográfia
| - 2005 Dez's Dirty Weekend 3: Dezert Storm - 2004 Dez's Dirty Weekend 2: Lake Havasu - 2004 Eye Candy 3 - 2004 High Desert Pirates - 2004 Matrix Pornstars - 2003 WMB: Weapons of Masturbation - 2003 Pick-Up Lines 74 - 2003 Sportf*cking | - 2002 Dumb Blonde - 2002 Little Lace Panties 2 - 2002 The 4 Finger Club #21 - 2001 Sex at Six - 2001 Az éjszaka lovagjai - 2001 Cockless 4 - 2001 Poon Raider - 2000 Please 12: More Sexual Superstars |